# 헌법재판
헌법재판(憲法裁判, 영어: constitutional review, constitutionality review, constitutional control)은 경성헌법이 갖는 최고 규범성을 전제로 하여, 헌법의 규범 내용이나 헌법 침해에 관한 다툼이 있는 경우에 분쟁의 당사자 중 일방당사자나 국가기관의 청구에 따라, 독립적 지위를 가진 기관이 헌법 규범을 기준으로 사법적 절차에 따라 권한을 가지고 해결하는 국가작용을 말한다. 헌법이 가지고 있는 최고 규범의 효력은 헌법재판을 통하여 실현되므로, 헌법재판은 헌법을 실현하는 국가 작용이라고 할 수 있다.

## 법적 성격
헌법재판의 법적 성격에 대하여는 여러 견해가 있다.
- 카를 슈미트는 헌법재판을 정치적인 작용으로 이해한다. 그는 헌법에서 본질적인 헌법과 헌법률을 구분하며, 이러한 헌법의 의미 내용에 대한 모든 분쟁이 곧 헌법분쟁인 것은 아니므로, 헌법률에 대한 분쟁은 헌법재판의 대상에서 제외한다.[3] 즉 헌법재판은 ‘실존하는 정치적 통일체의 종류와 형식에 관한 근본결단’[4]인 헌법 문제에 대한 다툼, 곧 헌법분쟁을 전제로 하며, 진정한 ‘헌법분쟁’은 항상 정치적 분쟁이므로 그 해결은 사법작용이 아닌 정치적 결단에 따른 정치적 작용이라고 보았다.[5]

- 이에 비해 에른스트-볼프강 뵈켄푀르데를 비롯한 상당수의 법학자들은 헌법재판, 그 중에서도 특히 규범통제는 헌법을 보충하고 그 내용을 형성하는 기능이므로 사법작용이 아닌 입법작용으로 보았다. 대한민국의 헌법재판소도 제한적이지만, “헌법재판은 일반법률을 해석하는 순수한 사법적 기능이라기 보다 고도의 재량적 상황판단을 종종 요구하는 입법적 기능이라고 표현되기도 하는 것”[6]이라고 표현하여 헌법재판에 부분적으로 입법적 성질이 있음을 인정하기도 하였다.

- 일반적으로 대한민국의 법학자들은 헌법재판을 헌법규범에 대한 법해석작용으로서 사법작용이라고 보고 있다.[7] 이러한 학설들과 달리, 헌법재판은 입법·사법·행정 등의 국가작용을 통제하는 기능을 수행하므로 ‘제4의 국가작용’이라고 보는 견해도 있다.[8] 그러나 대한민국 대법원과 헌법재판소는 헌법재판이 본질적으로 사법권의 행사에 속한다는 점에 대해 일치된 견해를 보이고 있다.[9]

## 실제 형태
헌법재판의 형태는 각 나라별 헌법이 지닌 고유한 특성에 따라 나라별로 다르게 나타난다. 예를 들어 헌법재판을 위해 사법부 내에 별도의 헌법재판소를 둘 것인지, 또는 별도의 헌법재판소 없이 법원이 헌법재판 기능을 수행할 것인지에 따라서도 그 내용이 달라질 수 있다. 
따라서 각 국가별로 헌법재판 기능을 수행하는 사법기관들은 일반적으로 국제교류를 위한 홈페이지 등 소개자료의 서두에 영문으로 심판범위(scope) 또는 관할권(jurisdiction)이라는 표제를 두어 그 국가에서 헌법재판으로 다뤄지는 영역이 어디까지인지를 구체적으로 설명하고 있다. 이처럼 국가별로 헌법재판의 내용과 형태, 범위가 크게 달라 일의적인 정의를 내리기는 어려우나, 크게 아래와 같이 사법심사, 헌법소원심판, 권한쟁의심판, 탄핵심판, 정당해산심판 등 5가지의 개념적 범주로 나누어 살펴볼 수 있다.

### 사법심사
사법심사(judicial review)는 사법부가 의회의 제정법 또는 관습법을 포함하는 실정법이 헌법에 위반되어 무효인지 여부를 판단하는 재판이다. 이 제도는 미국 연방대법원의 1803년 Marbury v. Madison 사건에서 유래되었으므로 국제교류에서도 대개 'judicial review'라는 표현을 사용하고 있으나, 대한민국 헌법재판소와 같이 그 개념을 '법률의 위헌성에 대한 재판(adjudication on the constitutionality of statutes)'으로 풀어서 사용하는 경우도 있다.

### 헌법소원
헌법소원(constitutional complaint)심판은 국가의 공권력 작용이 헌법에 위반된 것인지 여부를 판단하는 재판이다. 민사소송, 행정소송 등 일반적인 재판에서 실정법 해석상 기본권 보호가 이루어지지 않을 가능성에 대비하여 헌법 해석을 통해 국민의 기본권을 보호하려는 취지에서 설계된 제도다. 이 제도는 1919년 독일 바이마르 헌법을 통해 처음 도입되었으므로 독일어 표현인 'Verfassungsbeschwerde'를 국제교류에서 사용하기도 한다.

### 권한쟁의
권한쟁의(demarcation conflict, competence dispute)심판은 국가 내에서 기관들 사이의 권한의 내용와 영역, 경계를 확정하는 심판이다. 국가기관의 권한은 최종적으로 헌법의 통치구조에 관한 규정에 그 근거를 두고 있으므로 국가기관의 권한 한계에 관한 분쟁은 자연스럽게 헌법해석의 문제로서 헌법재판의 영역에 포함되게 된다. 독일과 오스트리아는 선거에 관한 쟁송까지 통치구조에 관한 헌법해석의 문제로 보아 헌법재판소의 관할권에 포함시키고 있으나, 대한민국은 선거소송을 헌법재판소가 아닌 대법원의 관할권으로 두고 있다.

### 탄핵
탄핵(impeachment)심판은 대개 임기가 보장된 임명직 또는 선출직 공무원이 헌법 또는 법률에 위반된 행위를 하여 헌법질서를 저해하는 경우  그 임기 내에 권한을 박탈하기 위해 둔 제도로서, 정치적인 파급효과가 상당하기에 미국과 같이 양원제를 둔 국가들의 경우 의회의 상원에서 주로 그 탄핵여부를 정치적으로 심판하나, 오스트리아와 같이 헌법재판소를 둔 국가들은 헌법재판소에서 탄핵여부를 규범적으로 심판하는 경향을 보인다.

### 정당해산
정당해산(prohibition and dissolution of political parties)심판은 정당이 헌법질서를 위반하여 민주주의를 포함하는 헌법질서 자체에 위협이 되는 경우 이를 해산함으로써 민주주의를 수호하려는 방어적 민주주의 개념에서 유래된 제도이나, 한편으로 국가가 정당을 자의적으로 해산하는 횡포로부터 정당을 보호하기 위한 기능도 맡고 있다.

## 같이 보기
- 헌법재판소